# Anna-Liisa Tuominen
Anna-Liisa Tuominen was een schaatsster uit Finland.
Ze reed haar laatste wedstrijd op 14 februari 1943.

## Resultaten

### Wereldkampioenschappen
| Jaar | Jaar     | Plaats  | Resultaten  | Resultaten                             |
| ---- | -------- | ------- | ----------- | -------------------------------------- |
| 1939 | Allround | Tampere | 6e Allround | 7e 500 m 8e 1000 m 6e 3000 m 5e 5000 m |

### Finse kampioenschappen
| Jaar | Resultaten                        | Resultaten                             |
| ---- | --------------------------------- | -------------------------------------- |
| 1939 | 4e Allround                       | 4e 500 m 4e 1000 m 4e 3000 m 4e 5000 m |
| 1940 | Wedstrijd werd niet georganiseerd | Wedstrijd werd niet georganiseerd      |
| 1941 | Niet deelgenomen                  | Niet deelgenomen                       |
| 1942 | Wedstrijd werd niet georganiseerd | Wedstrijd werd niet georganiseerd      |
| 1943 | Allround                          | 3e 500 m 3e 1500 m 4e 3000 m           |

## Persoonlijke records
| Afstand    | Tijd     | Datum            | Baan        |
| ---------- | -------- | ---------------- | ----------- |
| 500 meter  | 56,80    | 11 maart 1939    | Hämeenlinna |
| 1000 meter | 2.01,30  | 11 maart 1939    | Hämeenlinna |
| 1500 meter | 3.20,20  | 13 februari 1943 | Tampere     |
| 3000 meter | 6.27,20  | 11 maart 1939    | Hämeenlinna |
| 5000 meter | 11.25,00 | 11 maart 1939    | Hämeenlinna |